# Borolia lilloana
Borolia lilloana är en fjärilsart som beskrevs av Köhler 1947. Borolia lilloana ingår i släktet Borolia och familjen nattflyn. Inga underarter finns listade i Catalogue of Life.